# 山河八木節踊り
山河八木節踊り（やまがやぎぶしおどり）は、埼玉県の深谷市旧岡部町山河地区に伝わる郷土芸能である。

## 概要
深谷市指定文化財の無形民俗文化財の一つである。

## 歴史
明治初期、群馬県に山河地区青年が出向き伝習する。